# Євген Бопп
Євген Бопп (нім. Eugen Bopp; нар. 5 вересня 1983, Київ, УРСР) — німецький та український футболіст, півзахисник.

## Ранні роки та особисте життя
Народився в Києві, батько мав німецьке походження, мати — українка. Брат, Віктор, також професіональний футболіст.

## Клубна кар'єра

### «Ноттінгем Форест»
Футбольний шлях розпочав у дитячо-юнацькій академії мюнхенської «Баварії», 20 червня 2000 року 16-річний Євген потрапив до академії англійського клубу «Ноттінгем Форест». Незважаючи на інтерес до Боппа з боку інших європейських клубі, керівник Академії «Пол Гарт» зумів переконати Євгена приєднатися до «Ноттінгема». Гравець швидко пройшов щаблі академії й 11 вересня 2000 року підписав з «Форест» свій перший професіональний контракт. Бопп був провідним гравцем «Ноттінгему U-19», разом з Джермейном Дженасом, який впевнено виграв чемпіонат сезону 2000/01 років.
У футболці головної команди «Форест» зіграв 77 матчів, проте лише в половині з них виходив на поле в стартовому складі. За чотири роки, проведені в клубі, відзначився 8-а голами, незважаючи на декілька вдалих виходів на заміну, докладав максимум зусиль, щоб стати основним гравцем команди. Найуспішнішим періодом у «Ноттінгемі» був сезон 2002/03 років, проте він перервався матчем проти «Дербі Каунті», в якому гравець вище вказаного клубу Крейг Берлі наніс Євгену важку травму коліна. Бопп так і не зумів повернути собі колишню форму й, зрештою, по завершенні сезону 2005/06 років отримав статус вільного агента. Напевно найяскравішим моментом у нотінгемському періоді кар'єри Євгена став шедевральний гол наприкінці матчу останнього туру сезону 2004/05 років у ворота «Джиллінгема», який зрештою призвів до вильоту суперників ноттінгемців до нижого дивізіону, а також допоміг уникнути пониженню в класі «Форест» та «Ротергем Юнайтед».

### «Ротергем Юнайтед»
Після відходу з «Ноттінгем Форест» відправився на перегляд до «Ротергем Юнайтед», у футболці клубу з Південного Йоркширу зіграв більшість матчів передсезонної підготовки. Після вдалого перегляду з німецьким гравцем 3 серпня 2006 року уклали короткостроковий контракт. Після вдалих матчів (та шедеврального голу у ворота «Сканторп Юнайтед») Євгену запропонували продовжити контракт до завершення сезону. У футболці «Ротергема» зіграв 30 матчів та відзначився 5-а голами.

### «Кру Александра»
30 травня 2007 року перейшов до «Кру Александра». Спочатку він намагався закріпитися в команді й у січні 2008 року клуб виставив його на трансфер. однак він повернувся до складу команди на матч проти «Брайтона» й зіграв добре, завдяки чому отримував місце в складі команди й у наступних матчах. В черговий раз постало питання про майбутнє Боппа, гравець намагався залишитися в команді, проте 7 травня «Кру» оголосив про припинення співпраці з Євгеном за згодою сторін.

### Перегляд у «Портсмуті»
Євген потрапив до складу «Портсмута» на виїзні товариські матчі проти «Гевента» та «Уотерлувля» в рамках підготовки до сезону 2009/10 років. Бопп провів увесь другий тайм та відзначився 2-а голами в нічийному (2:2) поєдинку. Після початку кризи в команді через травми гравців, 31 жовтня напередодні матчу Прем'єр-ліги проти «Віган Атлетіка» керівництво клубу вирішило підписати з гравцем контракт. Однак Прем'єр-ліга відмовилася зареєструвати гравця через борги «Портсмута», окрім цього на клуб була накладена заборона на реєстрацію нових футболістів. Бопп продовжував грати за резервну команду клубу.

### «Карл Цейс»
7 грудня 2010 року підписав контракт з «Карл Цейсом» з Третьої ліги Німеччини. Дебютував за нову команду вже 11 грудня в поєдинку проти дрезденського «Динамо». Зіграв за «Карл Цейс» 16 матчів, у червні 2011 року залишив команду.

### «Йорк Сіті»
Євген повернувся до Англії й 22 березня 2012 року підписав контракт з представником Національної ліги «Йорк Сіті», термін дії угоди — до завершення сезону 2011/12 років. Дебютував за нову команду 30 березня 2012 року в переможному (2:1) виїзному поєдинку проти «Лутон Таун». Бопп вийшов на поле на 69-й хвилині, замінивши Джона Челлінора. 7 квітня 2012 року дебютував у стартовому складі «Йорка» в програному (0:1) домашньому поєдинку проти «Флітвуд Тауна», в якому отримав важку травму плеча. Ця травма завадила Євгену вийти на поле в решті матчів до завершення сезону. У футболці «городян» зіграв 2 матчі, 3 липня 2012 року залишив розташування клубу.

### Пізній етап кар'єри
Влітку 2014 року, після 2-річної паузи, відправився на перегляд до клубу Ліги 2 «Гартлпул Юнайтед». Через рікоголосив про завершення кар'єри гравця, протягом червня 2015 року був граючим тренером клубу «Данкірк» з Прем'єр-ліги Міденду. У жовтні 2015 року приєднався до клубу «Басфорд Юнайтед» з Прем'єр-ліги Півдня, цей перехід був частиною обміну на Дена Флетчера.

## Кар'єра в збірній
Двічі викликався до юнацької збірної Німеччини U-19, у футболці якої дебютував 4 вересня 2001 року в переможному (4:0) поєдинку проти Швеції, вийшовши на поле на 65-й хвилині. Вдруге та востаннє футболку юнацької збірної Німеччини U-19 одягнув 11 жовтня 2001 року в нічийному (2:2) поєдинку проти Туреччини, в якому під час перерви замінив Філіппа Лама.

## Статистика виступів

### Клубна
Станом на 7 квітня 2012.
| Клуб               | Сезон             | Ліга              | Ліга  | Ліга | Нац. кубок | Нац. кубок | Кубок ліги | Кубок ліги | Інші  | Інші | Загалом | Загалом |
| Клуб               | Сезон             | Дивізіон          | Матчі | Голи | Матчі      | Голи       | Матчі      | Голи       | Матчі | Голи | Матчі   | Голи    |
| ------------------ | ----------------- | ----------------- | ----- | ---- | ---------- | ---------- | ---------- | ---------- | ----- | ---- | ------- | ------- |
| «Ноттінгем Форест» | 2001–02           | Перший дивізіон   | 19    | 1    | 0          | 0          | 2          | 0          | —     | —    | 21      | 1       |
| «Ноттінгем Форест» | 2002–03           | Перший дивізіон   | 13    | 2    | 0          | 0          | 2          | 0          | 0     | 0    | 15      | 2       |
| «Ноттінгем Форест» | 2003–04           | Перший дивізіон   | 15    | 1    | 1          | 0          | 2          | 2          | —     | —    | 18      | 3       |
| «Ноттінгем Форест» | 2004–05           | Чемпіоншип        | 18    | 3    | 1          | 0          | 1          | 0          | —     | —    | 20      | 3       |
| «Ноттінгем Форест» | 2005–06           | Перший дивізіон   | 12    | 1    | 2          | 0          | 0          | 0          | 1     | 1    | 15      | 2       |
| «Ноттінгем Форест» | Загалом           | Загалом           | 77    | 8    | 4          | 0          | 7          | 2          | 1     | 1    | 89      | 11      |
| «Ротергем Юнайтед» | 2006–07           | Перший дивізіон   | 29    | 5    | 1          | 0          | 1          | 0          | 0     | 0    | 31      | 5       |
| «Кру Александра»   | 2007–08           | Перший дивізіон   | 10    | 1    | 0          | 0          | 1          | 0          | 1     | 0    | 12      | 1       |
| «Кру Александра»   | 2008–09           | Перший дивізіон   | 7     | 1    | 0          | 0          | 0          | 0          | 2     | 0    | 9       | 1       |
| «Кру Александра»   | Загалом           | Загалом           | 17    | 2    | 0          | 0          | 1          | 0          | 3     | 0    | 21      | 2       |
| «Карл Цейс»        | 2010–11           | Третя ліга        | 16    | 0    | 0          | 0          | —          | —          | 0     | 0    | 16      | 0       |
| «Йорк Сіті»        | 2011–12           | Національна ліга  | 2     | 0    | 0          | 0          | —          | —          | 0     | 0    | 2       | 0       |
| Усього за кар'єру  | Усього за кар'єру | Усього за кар'єру | 141   | 15   | 5          | 0          | 9          | 2          | 4     | 1    | 159     | 18      |

1. 1 2 3  Матчі в Трофеї Футбольної ліги